# Greaves (cráter)

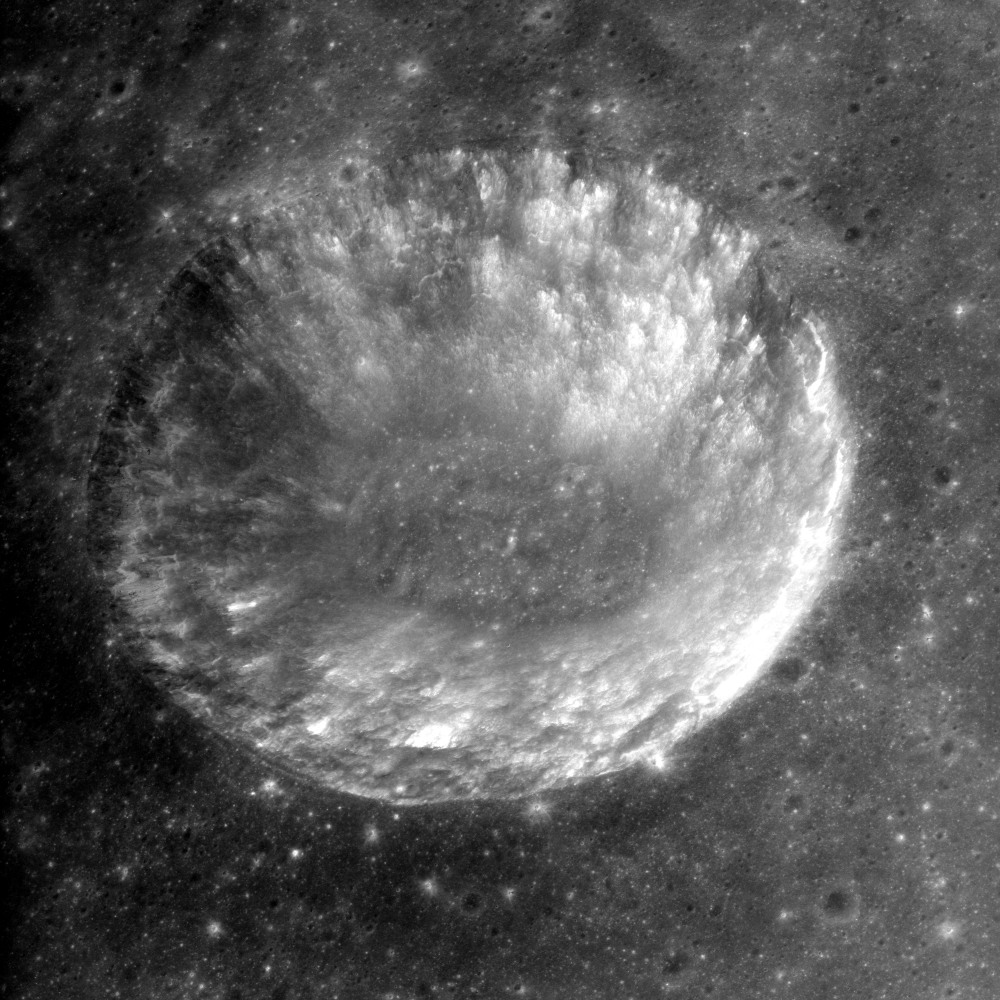
Vista oblicua desde el Apolo 17

Greaves es un pequeño cráter de impacto localizado cerca del borde suroeste del Mare Crisium. Se trata de un elemento circular, con forma de cuenco que presenta una pequeña plataforma en el centro de sus inclinadas paredes internas. Invade el extremo norte del cráter inundado de lava Lick. Al noroeste aparece el cráter Yerkes, y al noreste se halla Picard.
|  |  |

Esta formación fue denominada previamente Lick D como cráter satélite de Lick, antes de recibir su nombre actual por parte de la UAI.